# 西洞院信堅
西洞院信堅（にしのとうしん のぶかた、文化元年（1804年）10月2日 - 明治24年（1891年））は、江戸時代後期から明治時代にかけての公卿。

## 官歴
- 文化7年（1810年）：従五位下
- 文化13年（1816年）：従五位上、甲斐権守
- 文政元年（1818年）：正五位下
- 文政4年（1821年）：従四位下
- 文政5年（1822年）：侍従
- 文政7年（1824年）：従四位上
- 文政9年（1826年）：少納言
- 文政10年（1827年）：正四位下
- 天保元年（1830年）：従三位
- 天保4年（1833年）：正三位
- 弘化元年（1844年）：左兵衛督
- 嘉永2年（1849年）：踏歌外弁
- 明治元年（1868年）：参議、権中納言

## 系譜
- 父：西洞院信順
- 子：西洞院信愛